# ستيفن هامشير
ستيفن هامشير (بالإنجليزية: Steven Hampshire)‏ هو لاعب كرة قدم بريطاني في مركز الهجوم، ولد في 17 أكتوبر 1979 في إدنبرة في المملكة المتحدة. لعب مع بيرويك راينجرز ودونفرملين أثلتيك ونادي بريتشين سيتي ونادي تشيلسي ونادي ستنهاوسموير.

## وصلات خارجية
- ستيفن هامشير على موقع قاعدة بيانات كرة القدم.إي يو (الإنجليزية)
- ستيفن هامشير على موقع Soccerbase.com (لاعب) (الإنجليزية)